# Rába Anita
Rába Anita (Szombathely, 1992. november 8. –) labdarúgó, hátvéd. Jelenleg a Viktória FC labdarúgója.

## Pályafutása

### Klubcsapatban
2008. áprilisa óta a Viktória FC labdarúgója. 2009-ben mutatkozott be a felnőtt csapatban. Tagja volt a 2009–10-es idényben bajnoki ezüstérmet szerzett csapatnak.

## Sikerei, díjai
- Magyar bajnokság
  - 2.: 2009–10, 2010–11
- Magyar kupa
  - győztes: 2011